# Kremenčucký rajón
Kremenčucký rajón (ukrajinsky Кременчуцький район, Kremenčuckyj rajon) je okres (rajón) v Poltavské oblasti na Ukrajině. Hlavním městem je Kremenčuk a rajón má 396 055 obyvatel.

## Geografie
Rajón se nachází na jihozápadě Poltavské oblasti, kde na severu hraničí s Myrhorodským rajónem a Lubenským rajónem, na západě s Čerkaskou oblastí, na jihu s Krivohradskou oblastí a na východě s Poltavským rajónem.
Hlavní řekou rajónu je Dněpr.

## Historie
Kremenčucký rajón vznikl po administrativně-teritoriální reformě v červenci 2020 seskupením bývalých rajónů Kremenčuckého, Hlobynského a části Kobeljackého, Kozelščynského a Semenivského.